# Верхнесальский канал
Верхнесальский канал — ирригационный канал в Ростовской области. Проходит по долине реки Сал в общем направлении с запада на восток. Длина канала составляет 122 км. Ответвляется от Донского магистрального канала. Сооружён в 1960-е годы для орошения верхней долины Сала водой, отведённой из Дона.

## География
Канал ответвляется от Донского магистрального канала ниже посёлка Пробуждение. В этом месте Донской Магистральный канал резко поворачивает на запад, а Верхнесальский — на юго-восток, после чего также поворачивает на восток. На правом берегу хутор Степной Маяк, на левом — посёлок Иловайский и станица Кутейниковская. Между ними канал по мосту пересекает реку Большая Куберле. За Кутейниковской Верхнесальский канал поворачивает на северо-восток, пересекает по мосту реки Малая Куберле. По левому берегу населённые пункты Гашун и Ульяновский. Далее канал пересекает реку Малый Гашун и заканчивается в долине реки Большой Гашун.